# Dactyloplusia mutans
Dactyloplusia mutans là một loài bướm đêm trong họ Noctuidae.